# دهستان طرهان شرقی
طرهان شرقی، دهستانی از توابع بخش طرهان شهرستان کوهدشت که در استان لرستان ایران قرار دارد.

## روستاها
روستا های: رئیس وند، کل‌سرخ، بیر، دم روستان، پشت تنگ و اولاد نقی آباد

## جمعیت
براساس سرشماری سال ۱۳۸۵ جمعیت آن ۵٬۵۳۱ نفر (۱٬۰۶۸ خانوار) بوده‌است.

## جستارها
- بخش طرهان
- کوهدشت